# Ромська Кибитка
Пам'ятник «Ромська Кибитка» — скульптурна композиція, яка увічнює пам'ять про жертви геноциду ромів під час Другої світової війни. Встановлена на місці масових  розстрілів  мирних ромів у Бабиному Яру в роки Німецько-радянської війни. Викувана з корабельної сталі на київському заводі «Кузня на Рибальському» у натуральну величину. Зображує обвиту квітами й зрешечену кулями кибитку. Проєкт пам'ятника належить українському скульптору ромсько-польського походження лауреатові Шевченківської премії Анатолію Ігнащенку. Друга назва пам'ятника – «Чорний жах», або «Калі Траш» (Kali Tras) — геноцид ромів у роки Другої світової війни.

## Історія спорудження

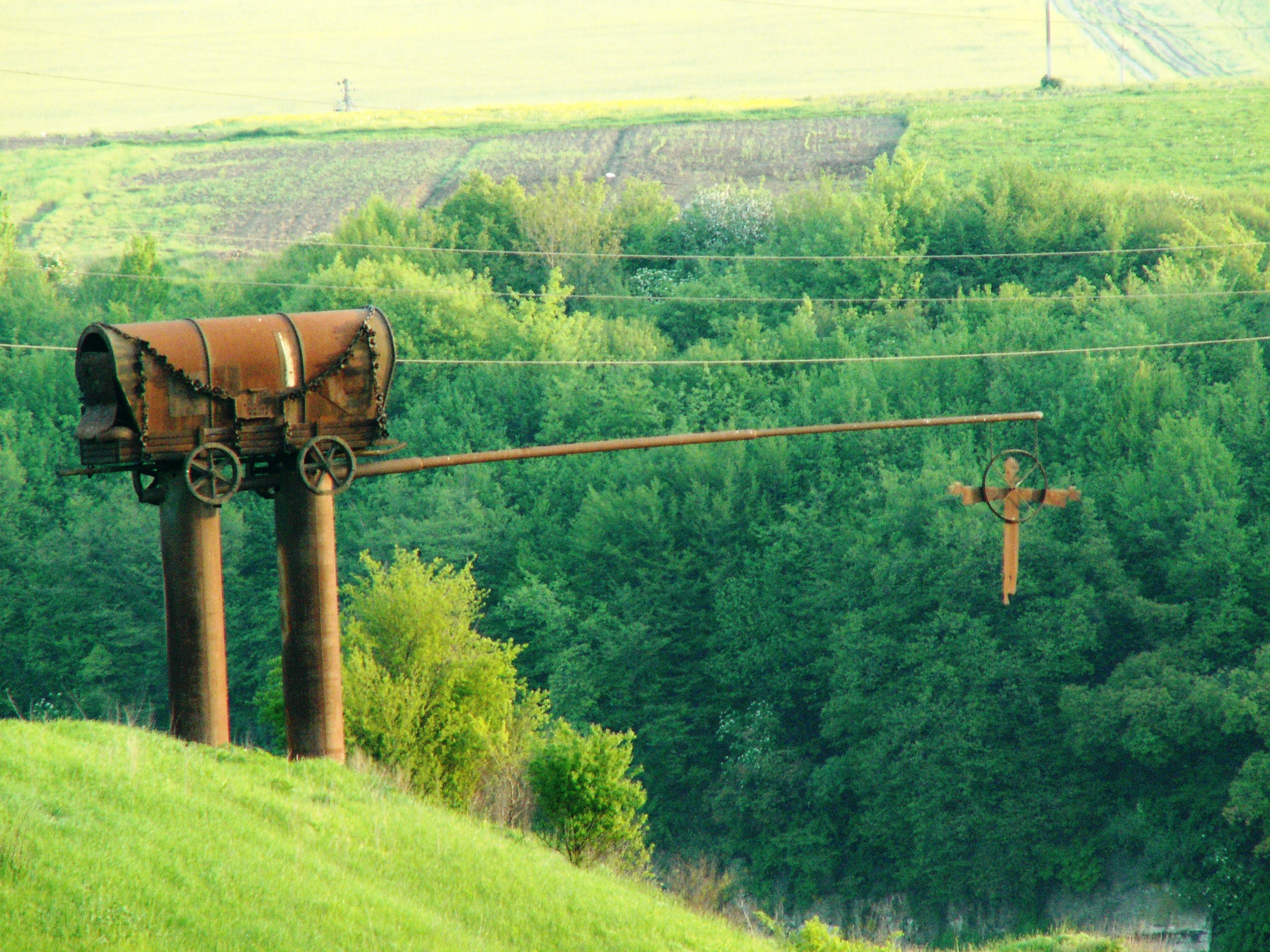
«Ромська Кибитка» над каньйоном Смотрича, м. Кам'янець-Подільський, 2008 рік

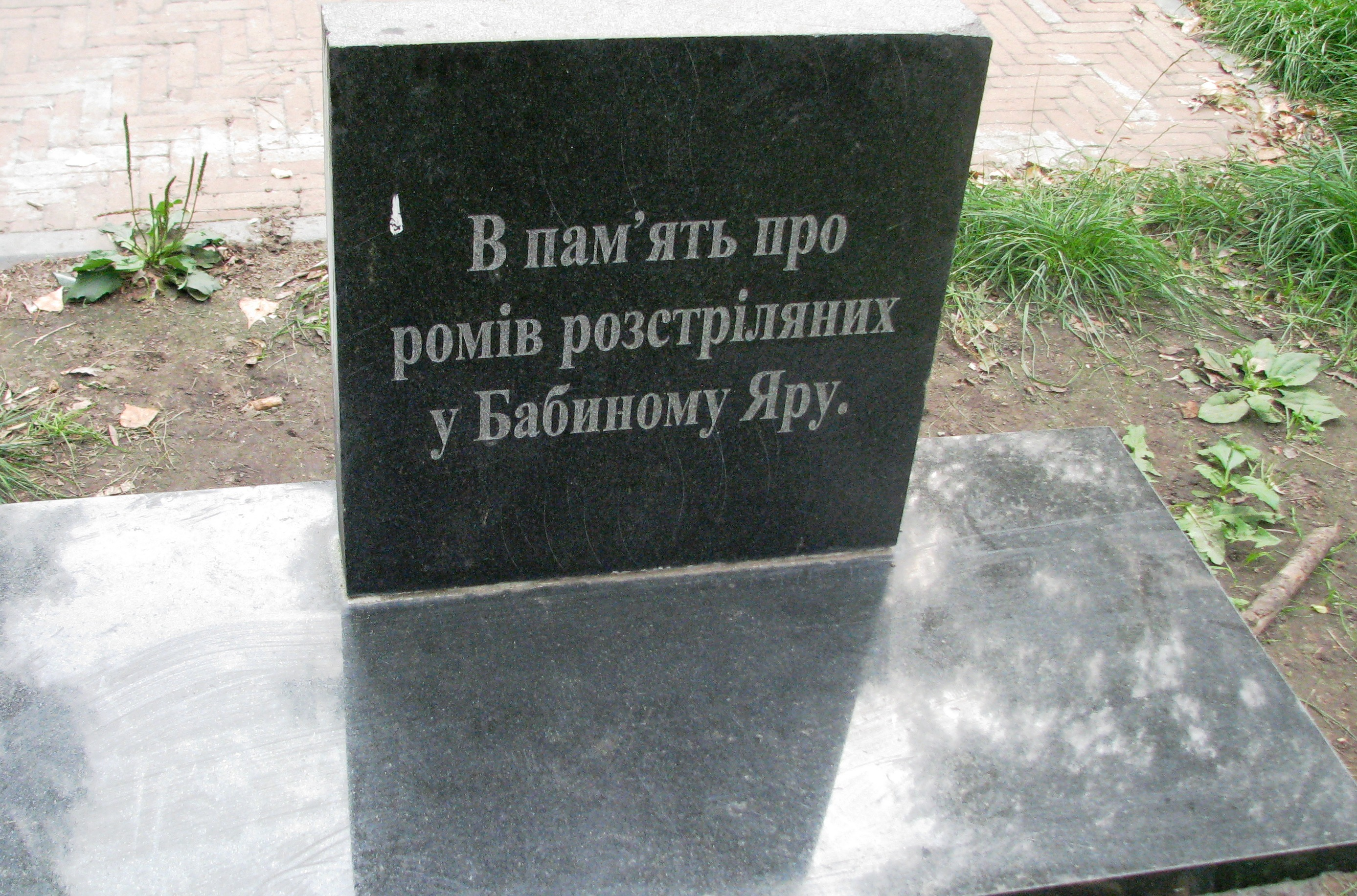
Меморіальна табличка

Створення пам'ятника було ініційоване у 1998 році Київським міським товариством історії та культури ромського народу «Романіпе». Початковий варіант був виточений з каменю та призначався для монументального комплексу жертвам Бабиного Яру. Роми підтримали ідею пам'ятника, був схід ромської громади Києва, на якому ухвалили розпочати збір коштів на пам'ятник циганам — першим жертвам Бабиного Яру. Проєкт було виконано безплатно, на заводі «Ленінська кузня» (директор Н. Вишнивецький) за символічну ціну виготовили ковані гірлянди й таблички з текстом ромською й українською мовами. Завод «Укрграніт» (директор А. Повзик) виділив кам'яні брили загальною вагою 50 тонн, на яких алмазними дисками було висічено колеса кибитки. Закам'яніла кибитка була виконана у натуральну величину з колесами, навіки вгрузлими у землю.
Пам'ятник споруджувався на місці розстрілу ромів народною толокою. На заклик міжнародного руху «Громада святого Егідіо» студенти київських закладів вищої освіти безкорисно викопали котлован та залили бетоном фундамент. Проте чиновники відхилили цей проєкт, як такий, що порушує культурний і архітектурний ландшафт, та наклали заборону на будівництво. Згідно з протоколом про адміністративне правопорушення пам'ятник розбили на щебінь, яким згодом вимостили Хрещатик, а на фундаменті майбутнього пам'ятника був встановлений пам'ятний знак з написом «В пам'ять про ромів, розстріляних у Бабиному Яру».
Після повторного виготовлення Анатолієм Ігнащенком скульптури, вже з корабельної сталі, декілька років сумна колісниця простояла у гаражі у двохстах метрах від Бабиного Яру. У вересні 2001 року, під час проведення міжнародного фестивалю національних культур «Сім культур», «Ромська Кибитка» була встановлена на опорних колонах на шістдесятиметровій скелі над річкою Смотрич у Кам'янці-Подільському, на території Національного історико-архітектурного заповідника «Кам'янець». Встановлений у Кам'янці-Подільському пам'ятник містив додатковий елемент — на ланцюгу дишля  було підвішене колесо з символічною фігурою розіп'ятого цигана..
Рішенням Кам'янець-Подільської міської ради від 12 липня 2016 року № 7/15 «Ромську Кибитку» передано Міністерству культури України., .
23 вересня 2016 року, до 75-ї річниці першого масового розстрілу п'яти циганських таборів, яких вивезли з Куренівки, «Ромська Кибитка» була встановлена у Національному історико-меморіальному заповіднику «Бабин Яр».